# Se Eu Não Te Amasse Tanto Assim
"Se Eu Não Te Amasse Tanto Assim" é uma canção interpretada pela cantora brasileira Ivete Sangalo, para o seu álbum de estreia homônimo (1999). A canção, lançada como terceiro single do álbum em 2 de maio de 2000 pela Universal. "Se Eu Não Te Amasse Tanto Assim" foi composta por Herbert Vianna e Paulo Sérgio Valle, e fala sobre amar alguém incondicionalmente. Uma versão da canção em espanhol, intitulada "Si Yo No Te Amase Tanto Así", foi lançada em 2006, fazendo parte da coletânea Ivete Sangalo (2006).
"Se Eu Não Te Amasse Tanto Assim" se tornou um sucesso nas paradas, alcançando o topo do Hot 100 Brasil, se tornando o segundo single número um de Ivete, além de ter sido a música mais tocada em todo ano de 2000. A canção também fez parte da trilha sonora da novela Uga Uga (2000). Ivete também fez uma versão da música com a cantora brasileira Sandy em seu álbum de vídeo MTV ao Vivo, de 2004, e outra com o cantor Roberto Carlos, que ficou disponível em sua coletânea Duetos, e também foi cantada pelo grupo Os Travessos no álbum Os Travessos em Salvador lançado em 2000, e gravado em 1999.

## Antecedentes e lançamento
Após seis álbuns lançados com a Banda Eva, entre 1993 e 1998, que venderam mais de 4 milhões de cópias, e sucessos como "Alô Paixão", "Beleza Rara", "Eva", Arerê, Carro Velho, entre outros, Ivete Sangalo anunciou em 1999 que sairia da banda. Ivete afirmou que com a carreira solo ela escolherá as músicas que canta, quem fará os arranjos, qual a roupa que usará no palco e onde irá tocar. A cantora também confirmou, "O repertório vai ser todo escolhido por mim. Para isso, estou ouvindo várias fitas, com músicas de diversos compositores".
Dentre as faixas estava "Se Eu Não Te Amasse Tanto Assim", composta por Herbert Vianna. A canção foi lançada como terceiro single do álbum, em maio de 2000. Para divulgá-la ainda mais, a canção foi incluída na trilha sonora da novela global Uga Uga, como tema da personagem Maria João, interpretada por Vivianne Pasmanter. Consequentemente, a canção entrou no CD da trilha nacional, lançado em 8 de maio de 2000.

## Composição
"Se Eu Não Te Amasse Tanto Assim" foi escrita por Herbert Vianna e Paulo Sérgio Valle. A canção é uma declaração de amor, onde a protagonista relata que se ela não amasse o amado, ela não teria feito tantas coisas por ele. No início, Ivete canta sobre se sentir só, sem direção, à espera de um amor, "Meu coração sem direção, voando só por voar, sem saber onde chegar, sonhando em te encontrar," canta Ivete. Já no refrão, ela se declara, "Se eu não te amasse tanto assim, talvez perdesse os sonhos dentro de mim e vivesse na escuridão, se eu não te amasse tanto assim, talvez não visse flores por onde eu vi, dentro do meu coração."

## Crítica e outras versões
Ao avaliar a trilha sonora da novela "Uga Uga", Victor W. Valdivia do Allmusic escolheu "Se Eu Não Te Amasse Tanto Assim" como uma das melhores do álbum. A canção também fez parte da coletânea de mesmo nome, lançada em 2002, que conta com as maiores baladas da carreira de Ivete até aquele momento. Em 2003, a canção entrou na coletânea "Divas do Brasil", lançado em 2003, além de ter entrado também nas coletâneas "MPBZ", de 2005, "Mulheres do Brasil", de 2006, e "Chill: Brazil 3", de 2008. A canção também entrou nas compilações, "A Arte de Ivete Sangalo", "Perfil" e "Baladas de Ivete".
Uma versão ao vivo com a cantora Sandy foi gravada em 2004 para o CD/DVD MTV Ao Vivo - Ivete Sangalo. No mesmo ano, Ivete também gravou uma versão da música com o cantor Roberto Carlos, ao participar do especial do cantor no fim de 2004. Posteriormente, o dueto ficou disponível no álbum "Duetos", lançado por Ivete em 2010. Uma versão em espanhol intitulada "Si Yo No Te Amase Tanto Así" foi lançada em 2006, fazendo parte da coletânea "Ivete Sangalo. Ivete também cantou a canção no DVD Multishow ao Vivo: Ivete no Maracanã, de 2007, num medley com a canção "Eu Sei Que Vou Te Amar". Também regravada por Fabio Jr. para a trilha sonora da telenovela Amor e Intrigas.
Mais tarde a cantora viria a gravar a canção num medley com a canção Deixo no seu DVD comemorativo Multishow ao Vivo: Ivete Sangalo 20 Anos.
Em 2018, a banda Biquini Cavadão regravou a música para o álbum "Ilustre Guerreiro (Uma Homenagem a Herbert Vianna)"

## Desempenho nas paradas
"Se Eu Não Te Amasse Tanto Assim" foi um sucesso nas paradas das músicas mais tocadas do Brasil. A canção estreou na parada do Hot 100 Brasil no dia 20 de maio de 2000, e conseguiu a liderança no dia 3 de junho de 2000, se tornando a segunda canção de Ivete a alcançar o topo das paradas (e a segunda do mesmo álbum, a primeira sendo "Tá Tudo Bem", em 1999). A canção foi a música mais tocada nas rádios de todo o Brasil em 2000, ocupando o 1º lugar da lista, devido ao seu enorme sucesso, ficando 4 meses no topo das paradas e por ter sido utilizada na novela "Uga Uga.
Em 2008, a canção entrou nas paradas de sucesso de Portugal, estreando na posição de número 49, no dia 17 de agosto de 2008, se tornando o seu pico. A canção recebeu um certificado de ouro pela ABPD em 2009, por vender mais de 50 mil downloads.

## Videoclipe
Ivete chegou a gravar o videoclipe para a música, mas a gravadora decidiu não colocar o vídeo nos canais de TV, pois se tratava de Ivete interpretando uma garota de programa, o que chamaria muita atenção e seria "muito forte", segundo a coluna "Holofotes" do site Bahia Notícias. Segundo boatos, o veto partiu inicialmente do irmão da cantora, Jesus Sangalo, que não gostou de associar a imagem da cantora à de uma prostituta. Com isso, a Universal Music concordou, vetando o clipe.
O clipe original foi dirigido por Preta Gil e gravado em 2000, e vazou na internet somente em 2009. Na sequência, Ivete contracena com o que seriam outras prostitutas e aparece com trajes provocantes, com locações gravadas, inclusive, em uma casa de shows localizada no centro do Rio de Janeiro, que imitava um bordel. O clipe até hoje encontra-se disponível no YouTube. Uma versão para versão espanhol da canção, intitulada "Si Yo No Te Amase Tanto Así", foi lançada em 2006, e diferente da versão original, conta com Ivete cantando a canção numa grande mansão.

## Certificações
| País / Provedor | Certificações | Vendas  |
| --------------- | ------------- | ------- |
| Brasil (ABPD)   | Ouro          | 50.000+ |

 
|}